# Абдаллах ібн аз-Зубейр
Абдалла́х ібн аз-Зубе́йр (араб. عبد الله بن الزبي) (624—692) — мусульманський політичний діяч Аравії, антихаліф. 
Виступив у 680 році проти омейядського халіфа Язида, сина Муавії. Після смерті Язида в 683 році Абдаллаха ібн аз-Зубейра визнали халіфом в Іраку, Південній Аравії, Єгипті та більшій частині Сирії. В 687 військо Абдаллаха ібн аз-Зубейра розбило повсталих шиїтів, очолюваних аль-Мухтаром. Після зміцнення влади Омеядів військо халіфа Абд аль Маліка під орудою Хаджаджа в 692 обложило прибічників Абдаллаха ібн аз-Зубейра в Мецці. 
Абдаллах ібн аз-Зубейр загинув у бою.